# Tørberget
Tørberget is een plaats in de Noorse gemeente Trysil in fylke Innlandet. Het dorp ligt in het zuidwesten van de gemeente, tegen de gemeentegrens met Elverum.
De kerk in Tørberget is gebouwd in 1933. Het gebouw werd destijds ingewijd door toen nog kroonprins Olaf en zijn echtgenote prinses Märtha. Het gebouw, een beschermd monument, werd in 1977 gerestaureerd.